# Hardwick, West Oxfordshire
Hardwick är en by i civil parish Hardwick-with-Yelford, i distriktet West Oxfordshire, i grevskapet Oxfordshire, i England. Byn är belägen 13 km från Oxford. Hardwick var en civil parish 1866–1932 när blev den en del av Hardwick with Yelford och Standlake. Civil parish hade 97 invånare år 1931.